# خط زدن روزها
«خط زدن روزها» (به انگلیسی: X-ing Off the Days) ترانه‌ای از گروهٔ موسیقی آلترناتیو راک کوئینادرینا می‌باشد که به‌عنوان دومین تک‌آهنگ از نخستین آلبوم استودیویی گروه تحت عنوان تاکسیدرمی (۲۰۰۰) منتشر گردیده‌است.